# Hypsipetes thompsoni
Hypsipetes thompsoni là một loài chim trong họ Pycnonotidae.